# Bibliotheken in der Antike

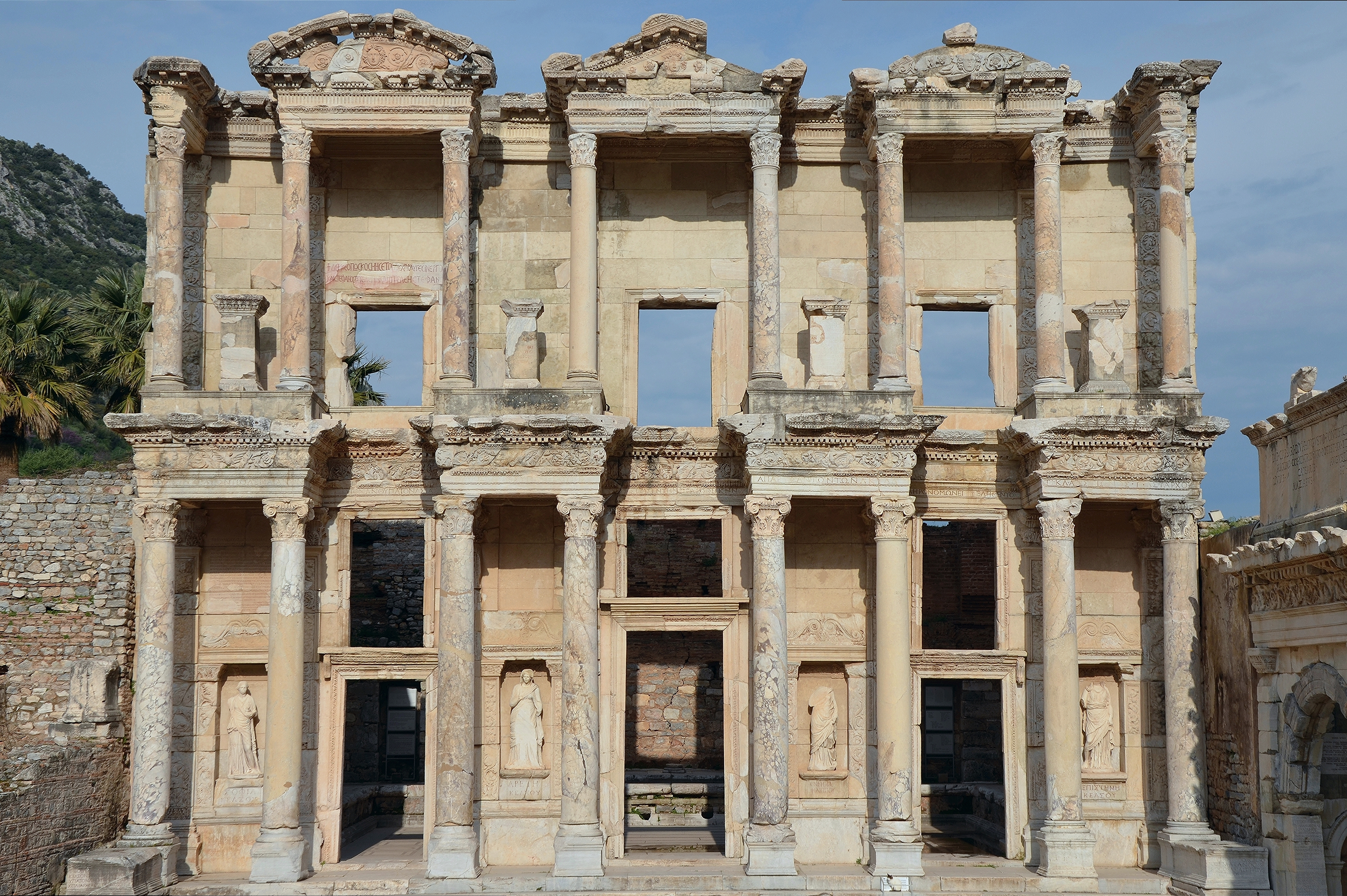
Celsus-Bibliothek in Ephesos

Bibliotheken sind in der Antike vermutlich seit dem 7. Jahrhundert v. Chr. bezeugt. Mit der griechischen und römischen Kultur breitete sich eine hochentwickelte Buchkultur über weite Teile Europas und des Mittelmeerraums aus (siehe Bücher in der Antike). Damit einher gingen auch unterschiedliche Formen von Bibliotheken in privatem, institutionellem oder herrscherlichem Besitz. Die Bücherverluste in der Spätantike bedeuteten einen scharfen Einschnitt für die Bibliotheksgeschichte; die Bibliotheken des Mittelalters unterschieden sich in wesentlichen Punkten von ihren antiken Vorläufern.

## Griechenland
Die griechischen Bibliotheken konnten zu königlichen Palästen, Privathäusern, Heiligtümern oder öffentlichen Gebäuden (Gymnasien, Foren oder Thermen) gehören, teilweise standen sie auch unabhängig von anderen Einrichtungen für sich allein.
Ob es bereits im 7. Jahrhundert v. Chr. Bibliotheken gab, ist umstritten. Obwohl die seit dem 7. Jahrhundert v. Chr. intakte Überlieferungsgeschichte zahlreicher Schriften (zum Beispiel der Epen Homers) sowie die Existenz einzelner Schriftrollen einen Rückschluss auf größere Sammlungen plausibel machen und später hellenistische Autoren von solchen frühen Bibliotheken berichteten, lehnt die Mehrheit der Historiker die Annahme ab. Carl Wendel hingegen hat aufgrund der geographischen und geschichtlichen Werke des Hekataios von Milet beispielsweise angenommen, dass diesem in Milet eine Schriftensammlung zur Verfügung gestanden haben muss. Wahrscheinlich sind vereinzelte Geschenke von Schriftrollen an Heiligtümer, ein solches ist für den Philosophen Heraklit im 5. Jahrhundert v. Chr. bezeugt.

### Die Tyrannenbibliotheken
Seit dem 6. Jahrhundert v. Chr. entstanden erste Bibliotheken in den Tyrannenpalästen des Peisistratos und des Polykrates. Die beiden Paläste waren miteinander konkurrierende Zentren der griechischen Kultur und Wissenschaft, Überreste der Bibliotheken sind keine erhalten. Einige Autoren bezeichnen die Bibliothek des Peisistratos allerdings als eine Legende, die von späteren griechischen Autoren erfunden wurde.
Über die Bibliothek des Peisistratos berichten zwar erst deutlich spätere Autoren ab dem 2. Jahrhundert, man kann aber annehmen, dass sie sich tatsächlich wie berichtet wird auf der Akropolis von Athen befunden hat. Weniger glaubhaft ist hingegen, dass sie der Bevölkerung zugänglich war und deren Allgemeinbildung diente. Man geht davon aus, dass diese erste Herrscherbibliothek mindestens Werke Homers und anderer Dichter sowie orphische Schriften enthielt. Nach dem Tod des durchaus volksnahen Tyrannen wurde sie wohl von seinen Erben weitergeführt. Allgemein als Legende gilt die Geschichte, dass der persische König Xerxes I. die Bibliothek 480 v. Chr. geraubt und Seleukos I. sie wieder nach Athen gebracht habe.
Von einem Autor des 3. Jahrhunderts lediglich kurz erwähnt wird hingegen die Bibliothek des Polykrates in Samos.

### Bibliotheken in der Klassischen Zeit
Zumindest für Athen ist gesichert, dass sich im 5. und 4. Jahrhundert eine professionelle Produktion und ein reger Handel von Buchrollen entwickelten und zahlreiche Angehörige der oberen Schichten über eine private Sammlung verfügt haben. In den Quellen werden zwei umfangreiche Privatbibliotheken namentlich erwähnt, die eines Eukleides und eines Euthydemos.
Es ist anzunehmen, dass spätestens ab dem 5. Jahrhundert v. Chr. Buchrollen auch in Schulen eine gewisse Rolle spielten. Sie dienten dem Unterricht junger Männer; ein Hinweis ist eine auf einer Schale abgebildete Schulszene. Aufgrund des schlechten Erhaltungszustandes hat man in den Gymnasien der klassischen Zeit bisher keine Bibliotheksräume identifizieren können. Es wird angenommen, dass dort seit dem 4. Jahrhundert v. Chr. Buchrollensammlungen für den Unterricht vorhanden waren. Spezielle medizinische Schulbibliotheken legten ab dem 5. Jahrhundert v. Chr. die Ärzteschulen in Knidos und Kos an.

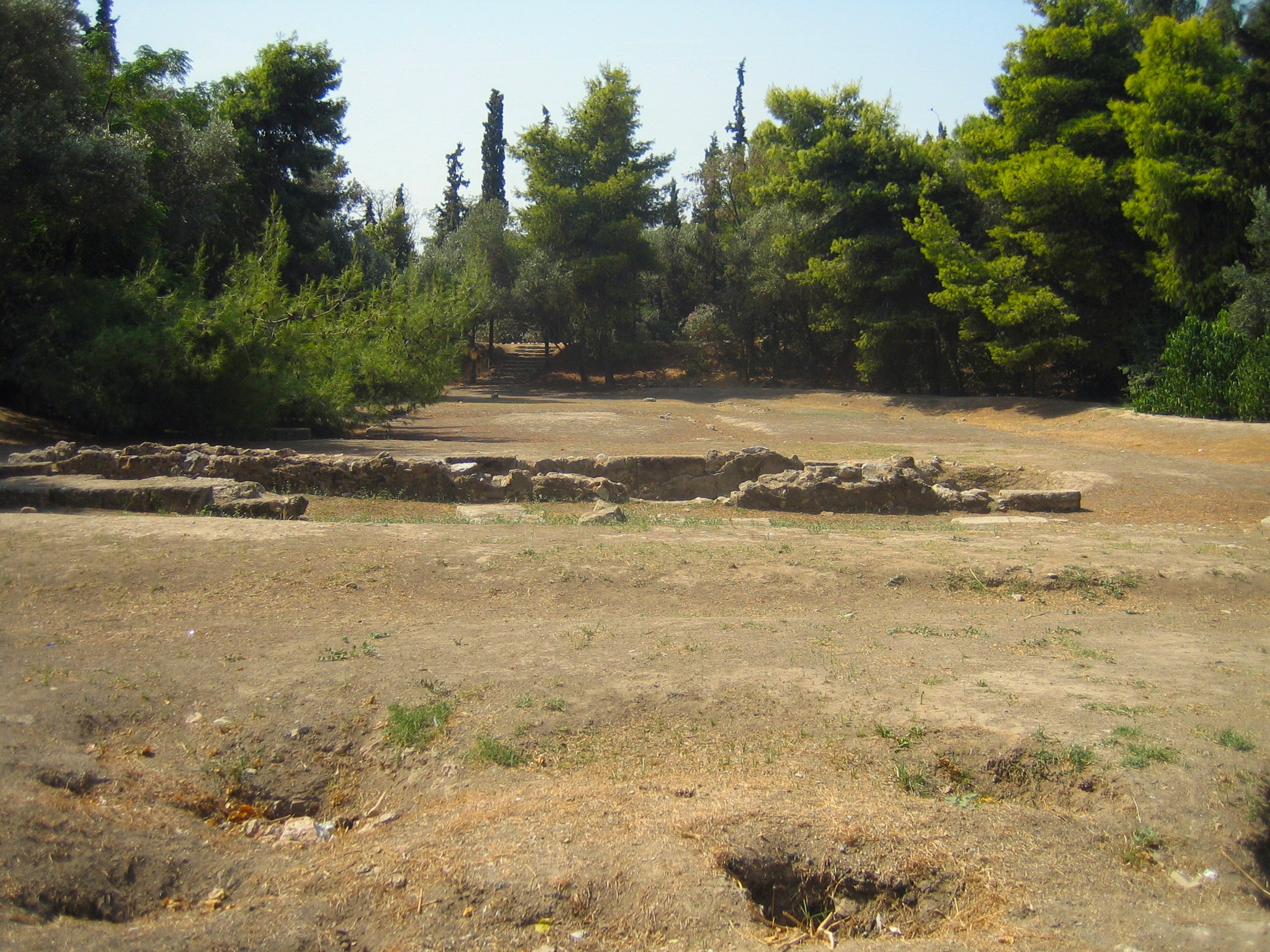
Ausgrabungsstätte der Platonischen Akademie

Wahrscheinlich nur einem Kreis von Gelehrten zugänglich waren die Bibliotheken der antiken Philosophenschulen, die ab dem 4. Jahrhundert v. Chr. in Athen entstanden. Die erste, wohl 387 v. Chr. gegründete Philosophenschule verfügte wahrscheinlich bereits zu Lebzeiten ihres wohlhabenden Gründers Platon über eine eigene Bibliothek. Gelegen war die Platonische Akademie außerhalb der Stadtmauern Athens, ihre Bibliothek enthielt wahrscheinlich zahlreiche wissenschaftliche Werke und mit hoher Wahrscheinlichkeit auch die Platonischen Dialoge. Unter Platons Nachfolgern wuchs sie weiter zu einer beachtlichen Größe an. Gegen 300 v. Chr. soll sie laut einem späteren Bericht auch Nichtmitgliedern der Schule gegen eine Gebühr zugänglich gemacht worden sein. Wolfram Hoepfner hat 2002 versucht, die ergrabenen Fundamente eines bestimmten Gebäudes als die Platonische Akademie zu identifizieren. Auch glaubte er, einen zentral im Gebäude gelegenen Bibliotheksraum, daneben gelegene Bücherdepots und rund um einen Hof gelegene Lesehallen mit Tischen identifizieren zu können.
Über eine der bedeutendsten antiken Bibliotheken müssen Aristoteles und seine nach 335 v. Chr. gegründete Schule Peripatos verfügt haben. Spätere Autoren berichten, dass Aristoteles der erste systematische Büchersammler gewesen sein soll. Die Sammlung enthielt mit Sicherheit unzählige Werke der Philosophen, aber auch der Dichter und wahrscheinlich zahlreiche als Forschungsquellen benutzte Dokumente, wie etwa 158 Verfassungen griechischer Staaten. Um den Verbleib der Bibliothek ranken sich zahlreiche widersprüchliche Geschichten aus späterer Zeit. Wahrscheinlich ist, dass der Schulleiter Theophrastos von Eresos die Bibliothek erbte und der nächste Erbe Neleus einen Teil davon nach Skepsis mitnahm, wo sie später in den Besitz des Schriftensammlers Apellikon von Teos und zurück nach Athen gelangte. Nach der Einnahme Athens überführte Sulla diese Bestände in seine Privatbibliothek in Rom, wo sie von Andronikos von Rhodos bearbeitet wurden. Was nach dem Erbe durch Sullas Sohn Faustus Cornelius Sulla damit geschah, ist unbekannt. Unwahrscheinlich ist hingegen, dass die Bibliothek von Alexandria den Bestand des Neleus aufkaufte, obgleich sie mit Sicherheit über einen Großteil der peripatetischen Literatur verfügte. Auch Aristoteles’ Schule und ihre Bibliothek hat Hoepfner mit gefundenen Gebäuderesten zu identifizieren versucht.
Laut Diogenes Laertios haben die privaten Schulen der Philosophen Epikur und Zenon von Kition ebenfalls über Bibliotheken verfügt.
Auch die Herrscherhöfe des 4. Jahrhunderts v. Chr. waren Zentren des kulturellen und wissenschaftlichen Lebens und verfügten über Sammlungen von Bücherrollen. Erwähnt werden die Bibliotheken des Klearchos in Herakleia Pontike, des Nikokles in Salamis und Sammlungen der makedonischen Könige.
Außer den antiken Archiven, in denen verschiedene Dokumente aufbewahrt wurden, nimmt man auch staatliche Sammlungen von Bücherrollen an. So entstand wohl im 4. Jahrhundert v. Chr. eine solche Sammlung in Athen. Vom Staatsexemplar mit Tragödien des Aischylos, des Sophokles und des Euripides wird berichtet, dass es Ptolemaios III. zum Anfertigen einer Kopie für die Bibliothek von Alexandria ausgeliehen habe und entgegen der Abmachung statt des Originals die Kopie zurücksandte.

### Bibliotheken im Hellenismus
Die als Hellenismus bezeichnete Zeit vom 4. bis zum 1. Jahrhundert v. Chr. kann als Blütezeit der Geschichte griechischer Bibliotheken bezeichnet werden. Von herausragender Bedeutung waren die Bibliotheken an den Höfen der hellenistischen Könige.
Die Bibliothek von Alexandria war die bedeutendste antike Bibliothek. Sie wurde Anfang des 3. Jahrhunderts v. Chr. vom makedonisch-griechischen König Ptolemaios I. in der Residenz- und Hauptstadt seines ägyptischen Reiches gegründet. Die Bibliothek befand sich im Palastbezirk der Stadt und verfügte über einen für die damaligen Verhältnisse enormen Bestand an Schriftrollen. Sie stand in einer engen Beziehung zu einer bedeutenden wissenschaftlichen Einrichtung, dem Museion von Alexandria, an dem zahlreiche berühmte Gelehrte wirkten und sich die Alexandrinische Schule herausbildete. Wahrscheinlich war die wesentliche Funktion der Bibliothek die einer Schul- und Forschungsbibliothek des Museions. Diese beiden von den ptolemäischen Herrschern finanzierten Institutionen hatten erheblichen Anteil daran, dass Alexandria im 3. Jahrhundert v. Chr. Athen als Zentrum der griechischen Wissenschaft ablöste. Dabei diente die Bibliothek jedoch nicht rein wissenschaftlichen Zwecken, sondern auch der Machtdemonstration der Ptolemäer. Überreste der Bibliothek konnten nicht gefunden werden, man nimmt an, dass sie 272 im Zuge kriegerischer Auseinandersetzungen zerstört wurde.

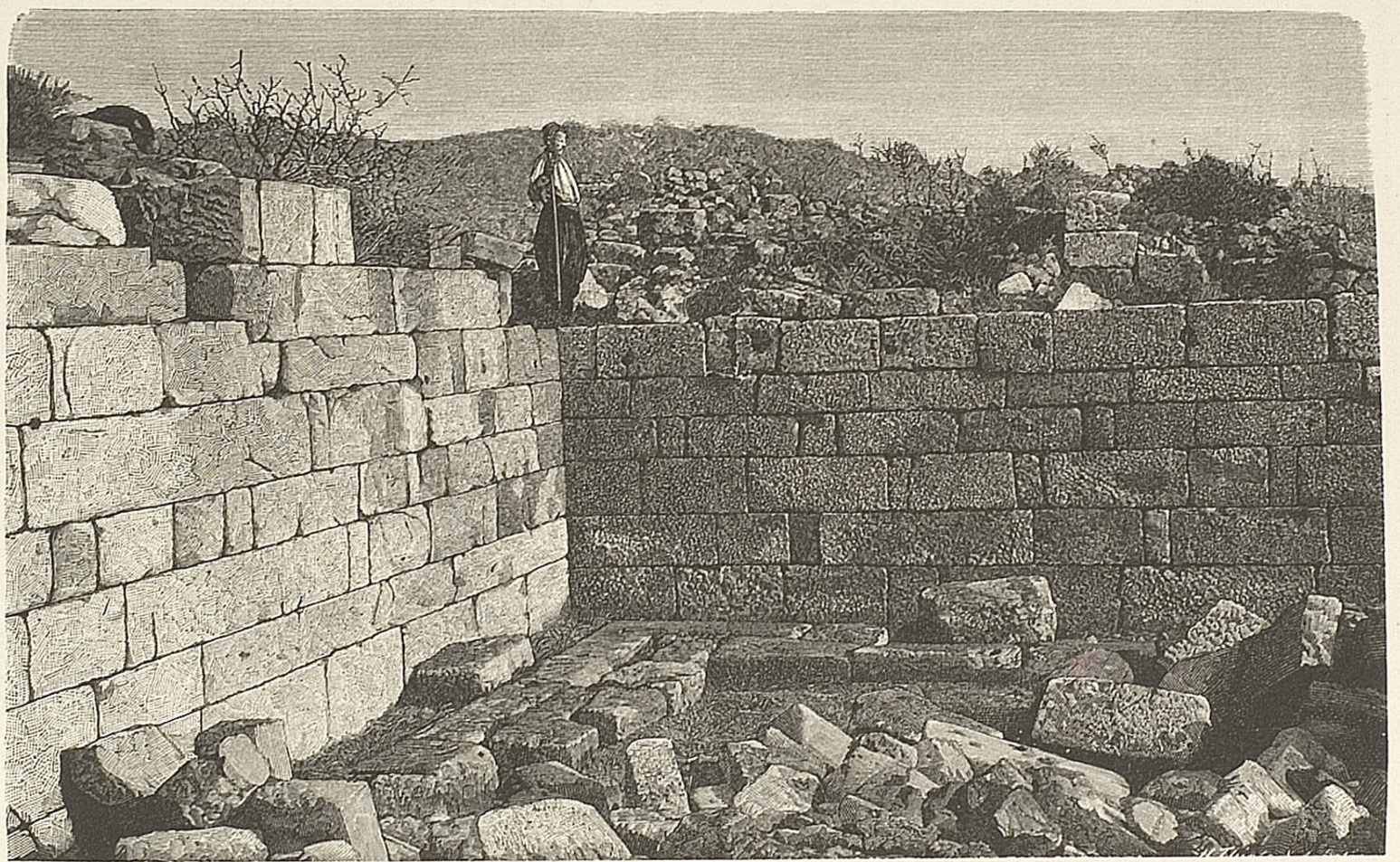
Überreste des als Bibliothek von Pergamon angesehenen Gebäudes vor der Ausgrabung in den 1880er Jahren

Die Bibliothek von Pergamon befand sich, wenn ihre Lage zutreffend bestimmt ist, im Athenaheiligtum auf dem Burgberg der Stadt. Die pergamenische Bibliothek war jünger als die alexandrinische. Sie war ebenfalls sehr berühmt, erreichte aber nie die Bedeutung der Bibliothek von Alexandria. Die Konkurrenz der beiden Bibliotheken wurde für das Aufkommen von Bücherfälschungen verantwortlich gemacht. Der Prestigestreit der beiden Bibliotheken wurde als Ursache dafür angesehen, dass Ägypten die Lieferung von Papyrus nach Pergamon einstellte. Daraufhin soll man in Pergamon das Pergament erfunden haben, was sich allerdings nicht bestätigen lässt. Dass Marcus Antonius der Kleopatra aus den Beständen der pergamenischen Bibliothek 200.000 Buchrollen geschenkt habe, wurde zwar nur als eine üble Nachrede verbreitet, lässt aber erkennen, welche Vorstellung von der Größe der pergamenischen Bibliothek herrschte. Ob die Bibliothek von Pergamon öffentlich zugänglich war – wie aus einer beiläufigen Bemerkung des römischen Architekturschriftstellers Vitruv hervorzugehen scheint –, ist nicht bekannt.
Bezeugt ist auch eine makedonische Königsbibliothek des Perseus in Pella, deren Bücher Lucius Aemilius Paullus Macedonicus 168 v. Chr. nach Rom bringen ließ. Die Bibliothek des Mithradates VI. befand sich wohl in Sinope (dem heutigen Sinop) und wurde um 70 v. Chr. von Lucius Licinius Lucullus nach Italien gebracht. Auch im Palast von Ai Khanoum hat man einen Raum mit Abdrücken von Papyri gefunden, der als Bibliothek gedeutet wird. Antiochos III. gründete im 3. oder 2. Jahrhundert v. Chr. eine Palastbibliothek in Antiochia am Orontes, die ein Jahrhundert später möglicherweise in die dortige Bibliothek des „Museions“ überführt wurde. Sie soll frei zugänglich gewesen sein, einer ihrer Leiter war der Dichter Euphorion von Chalkis.
Nicht durch literarische Überlieferung, sondern durch Inschriftenfunde nachgewiesen sind eine Reihe von Bibliotheken hellenistischer Zeit, die in den Gymnasien (öffentlichen Sport- und Bildungsstätten) dem Unterricht der jungen Männer (Epheben) dienten. Die Bestände dieser Bibliotheken, die mit denen der königlichen Bibliotheken sicher nicht vergleichbar waren, kamen oft durch Stiftungen zustande. Für ein Athener Gymnasion zum Beispiel hatte jeder Ephebenjahrgang zum Abschluss seiner Ausbildung 100 Buchrollen zu stiften. In Einzelfällen sind in Gymnasien inschriftliche Bücherlisten gefunden worden, zum Beispiel im Wandputz einer Säulenhalle des Gymnasions von Tauromenion (Taormina auf Sizilien) eine Liste von Werken griechischer Historiker.
Vitruv erwähnt im 1. Jahrhundert v. Chr. die Bibliothek als Bestandteil eines aufwändigeren griechischen Privathauses. Weitere Nachrichten über bürgerliche Privatbibliotheken sind nicht bekannt.

## Rom

### Die Anfänge: Privatbibliotheken der späten Republik

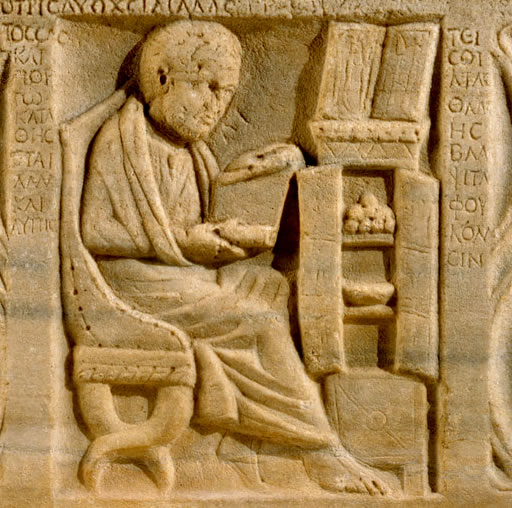
In einer Schriftrolle lesender Römer

Die römische Bibliotheksgeschichte beginnt in der Spätzeit der Republik mit den Privatbibliotheken römischer Adelsfamilien, deren Lebensstil zunehmend von griechischer Kunst und Kultur beeinflusst wurde. Zunächst gelangten griechische Bibliotheken (seit dem 2. Jahrhundert v. Chr.) als Kriegsbeute in den Besitz römischer Adelsfamilien (s. o.). Im 1. Jahrhundert v. Chr. besaß der gebildete Römer in der Regel eine Bibliothek. Von Cicero wissen wir, dass er für eine größere Summe griechische Bücher über seinen Freund Titus Pomponius Atticus in Athen erwarb; eine Bibliothek, die ihm geschenkt wurde, enthielt auch lateinische Schriften. Es wurde üblich, sowohl eine griechische als auch eine lateinische Bibliothek im Hause zu haben. Diese Ausstattung wurde in der frühen Kaiserzeit zum unverzichtbaren Prestigeobjekt des reichen römischen Hauses. Selbst ungebildete Emporkömmlinge wie Trimalchio in Petrons Satyricon brüsteten sich mit einem derart anspruchsvollen Bücherbesitz.
Der Dichter Aulus Persius Flaccus besaß, als er 62 n. Chr. im Alter von 28 Jahren starb, 700 Buchrollen. Im 3. Jahrhundert n. Chr. soll der Philologe Marcus Mettius Epaphroditus dem Kaiser Gordian II. eine Bibliothek von 62.000 Rollen, die er selbst bereits geerbt hatte, vermacht haben. Einzigartig ist der Fund der Herculanensischen Papyri in einer Villa in der Nähe von Herculaneum, die nach den zahlreichen dort aufgefundenen Buchrollen den Namen Villa dei Papiri trägt. Die 79 n. Chr. vom Vesuv verschüttete Villa wurde bereits in spätrepublikanischer Zeit erbaut und benutzt. In einem 3 mal 3 Meter großen Raum lagen die verkohlten Papyrusrollen einer griechischen Bibliothek. Sie waren in der Mitte des Raumes und an den Wänden in Regalen gelagert. Die Büchersammlung – offenbar eine Spezialbibliothek – enthielt neben Werken Epikurs und seiner Schüler zahlreiche Schriften des epikureischen Philosophen Philodemos von Gadara (1. Jahrhundert v. Chr.). Man hat vermutet, dass es sich um die persönliche Bibliothek des Philodemos handelt, der sich nachweislich in der Region aufgehalten hat. Da man in anderen Räumen der Villa jüngere griechische und auch einige lateinische Papyri fand, kann angenommen werden, dass in der reich ausgestatteten, großen Villa zusätzlich die übliche griechische und lateinische Bibliothek vorhanden war.

### Öffentliche Bibliotheken in Rom
Caesar plante, wie Sueton berichtet, in Rom eine große griechische und lateinische Bibliothek für den allgemeinen Gebrauch einzurichten. Infolge der Ermordung des Diktators im Jahre 44 v. Chr. blieb der Plan unausgeführt. Wenig später, aber jedenfalls nach 39 v. Chr., gründete Gaius Asinius Pollio im Atrium Libertatis die erste öffentliche Bibliothek der Stadt. Es war üblich, aus der Beute siegreicher Feldzüge öffentliche Einrichtungen zu finanzieren. Diesem Brauch folgend nutzte Pollio den Erlös aus der Beute eines Krieges auf dem nördlichen Balkan für die Stiftung der Bibliothek. Der Bibliothekssaal war mit plastischen Porträts der Autoren geschmückt: unter ihnen – als der einzige noch Lebende – auch der große Gelehrte Varro.
Die zweite öffentliche Bibliothek Roms ließ Kaiser Augustus in den zwanziger Jahren des letzten Jahrhunderts v. Chr. in der Nähe des Apollontempels auf dem Palatin errichten. Auch sie besaß eine griechische und eine lateinische Abteilung und war mit den Bildnissen großer Geister geschmückt. Die Einrichtung der Bibliothek hatte der Kaiser dem Gnaeus Pompeius Macer anvertraut, einem sonst wenig bekannten Literaten. Geleitet wurde sie später von dem Gelehrten Gaius Iulius Hyginus. Da die palatinische Bibliothek in der Nähe seiner Residenz lag, ließ Augustus im Alter dort auch Senatssitzungen abhalten. Unter Nero (54–68) oder Titus (79–81) wurde die Bibliothek durch einen Brand zerstört, unter Domitian (81–96) neu errichtet. Die Einzeichnung in einem antiken Stadtplan Roms und ausgegrabene Reste der Bibliothek vermitteln eine Vorstellung des Neubaus: Von zwei nebeneinander liegenden Sälen (20 mal 30 Meter) enthielt vermutlich der eine die griechische, der andere die lateinische Bibliothek. Auch das Wohnhaus des Augustus, das in den 1960er-Jahren auf dem Palatin ausgegraben wurde, besaß offenbar zwei getrennte, spiegelbildlich angeordnete Bibliotheksräume. Die typische Zweiteilung für griechische und lateinische Literatur wies auch eine weitere öffentliche Bibliothek auf, die Augustus in Rom in der Portikus der Octavia einrichtete. Auch diese Bibliothek musste von Domitian erneuert werden. Die heute sichtbaren Reste der Porticus Octaviae stammen erst aus dem 3. Jahrhundert n. Chr.; Bibliothekssäle können nicht identifiziert werden.

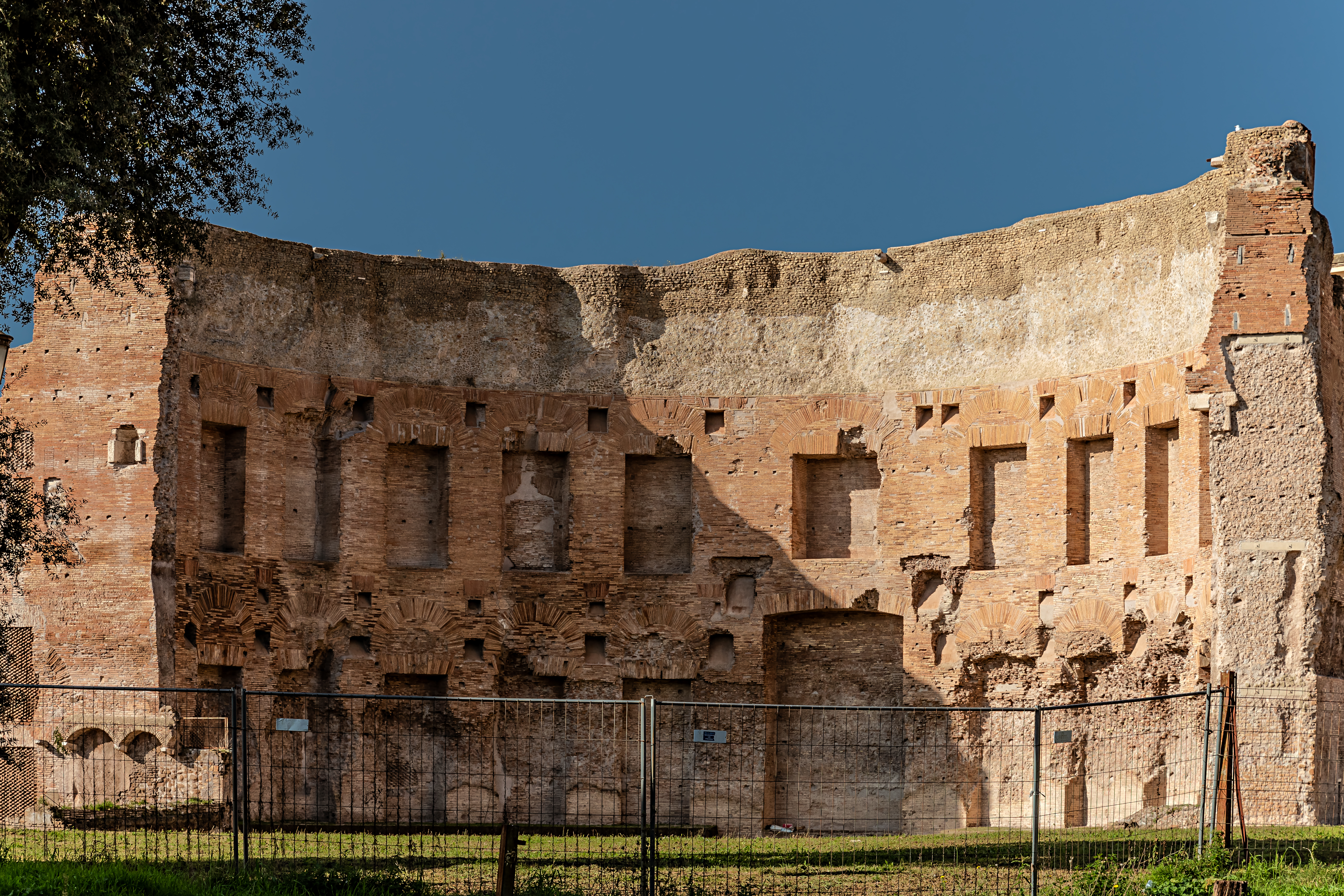
Überreste der Bibliothek in den Trajansthermen, zu erkennen sind noch immer die Wandnischen für Bücherschränke

Auch spätere Kaiser gründeten in Rom Bibliotheken. Eine Beschreibung der Regionen Roms aus dem 4. Jahrhundert nach Chr. nennt eine Zahl von 28 Bibliotheken, unter denen sich allerdings auch unselbständige Einrichtungen (zum Beispiel in Thermen) befinden können. Von herausragender Bedeutung waren die griechische und die lateinische Bibliothek, die Kaiser Trajan (98–117) auf dem von ihm angelegten Trajansforum einrichten ließ. Auf den gegenüberliegenden Seiten eines Hofs, auf dem die noch heute aufrechtstehende Trajanssäule stand, lagen zwei jeweils 17 mal 27 Meter messende Bibliothekssäle, deren Reste bis zu zwei Meter hoch erhalten sind. Die Schranknischen sind 2 Meter breit und haben eine Tiefe von 65 cm. In einem Stockwerk waren zwei Reihen mit jeweils 18 Schranknischen übereinander. Die Einrichtung hieß offiziell Bibliothecae Divi Traiani („Bibliotheken des vergöttlichten Trajan“), erscheint aber auch als Bibliotheca templi Traiani („Bibliothek des Trajanstempels“) oder mit dem Familiennamen des Kaisers als Bibliotheca Ulpia. Die Bibliothek muss noch im 5. Jahrhundert n. Chr. in Betrieb gewesen sein. Zu dieser Zeit wurde den auch hier aufgestellten Porträts ein Bildnis des Literaten und Politikers Sidonius Apollinaris hinzugefügt, des späteren Bischofs von Clermont-Ferrand.
Das römische Bibliothekswesen muss somit das 4. Jahrhundert überdauert haben. Die vielzitierte Klage des um 395 gestorbenen Ammianus Marcellinus, die Bibliotheken seien wie die Grabdenkmäler für immer geschlossen, bezieht sich nicht auf die öffentlichen Bibliotheken, sondern gilt dem Verschwinden der privaten Büchersammlungen, worin der Historiker ein Zeichen des (vermeintlich) allgemein gesunkenen Bildungsniveaus sieht.

### Bibliotheken im Römischen Reich

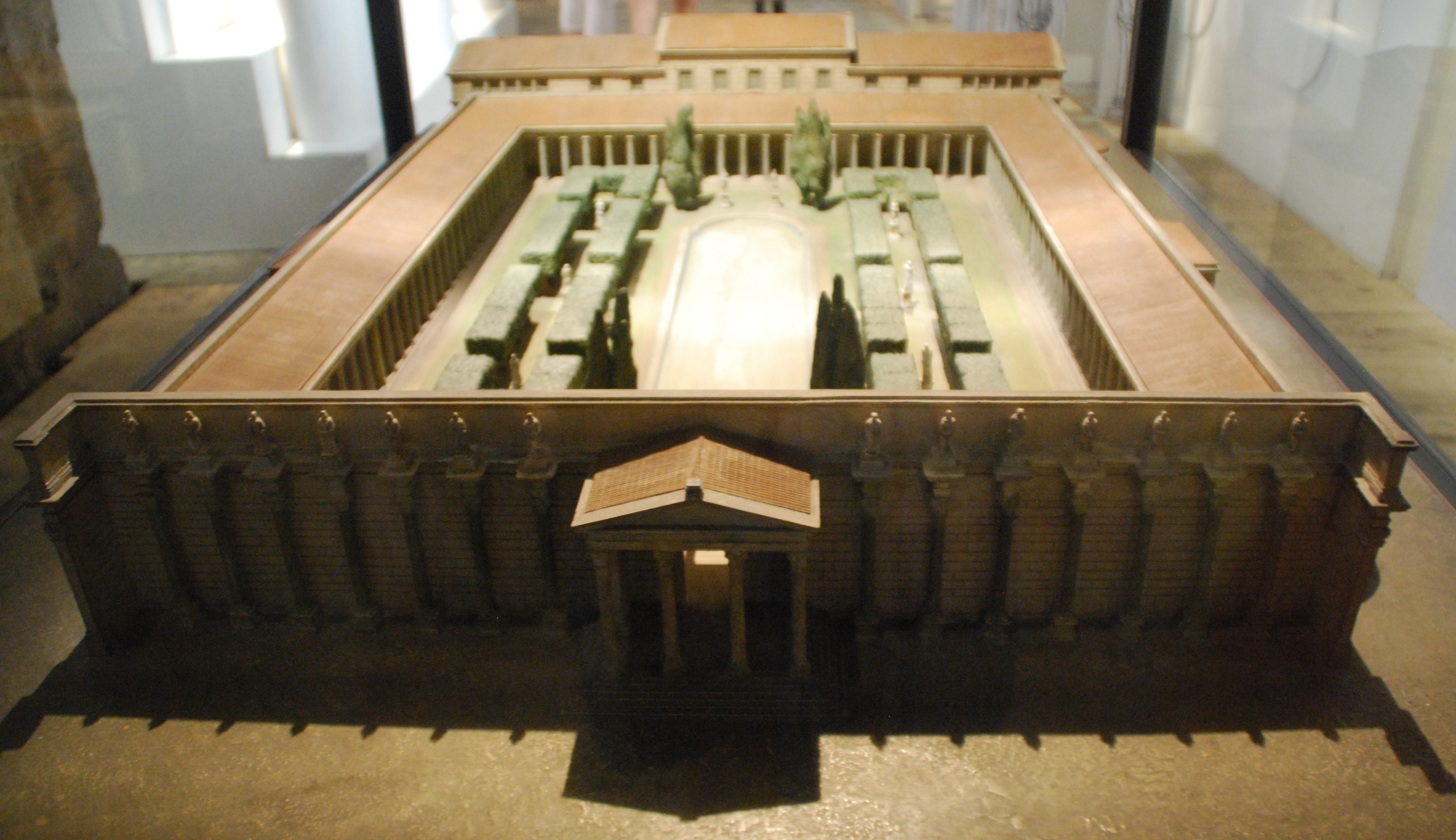
Modell der Hadriansbibliothek in Athen

In der Kaiserzeit sind auch außerhalb Roms – nicht nur in Italien, sondern auch in den entfernteren Reichsteilen – zahlreiche Bibliotheken bezeugt. Sie entstanden in Städten und Heiligtümern meist als private, nicht selten auch als kaiserliche Stiftungen. So hat beispielsweise Plinius der Jüngere (62–ca. 114) in seiner Heimatstadt Comum (Como) für eine Million Sesterzen eine Bibliothek erbaut und eingerichtet, für deren Betrieb er noch einmal 100 000 Sesterzen zur Verfügung stellte. Im griechischen Kulturgebiet werden hellenistische Hofbibliotheken weitergeführt. Auch die Tradition der Gymnasialbibliotheken scheint fortbestanden haben. Zusätzlich werden in der Kaiserzeit selbständige Bibliotheken eingerichtet. Gaius Stertinius Xenophon, der ehemalige Leibarzt des Kaisers Claudius (41–54), gründete nach dessen Tod eine Bibliothek auf der Insel Kos. In Dyrrhachion (Durazzo oder heute Durrës in Albanien) stellte ein Offizier Trajans 170.000 Sesterzen für den gleichen Zweck bereit. In Athen wurde unter Trajan an der Agora die Pantainos-Bibliothek als private Stiftung eingerichtet. Wenig später gründete Kaiser Hadrian (117–138) nicht weit davon die nach ihm benannte große Hadriansbibliothek. Die Reste der prächtigen Architektur liegen heute vollständig frei, die Säulenfassade des Peristyls steht weitgehend aufrecht.
Aus der Zeit Trajans stammt auch die Celsus-Bibliothek in Ephesos, deren zweigeschossige Säulenfassade von österreichischen Archäologen wiederaufgerichtet wurde. Die Bibliothek war dem Andenken des Tiberius Iulius Celsus Polemaeanus gewidmet, der im Inneren der Bibliothek in einem Steinsarkophag bestattet war. Der Sohn des Geehrten und Stifter der Bibliothek hinterließ eine Summe von 25.000 Denaren für den Betrieb der Einrichtung. Ebenfalls in trajanischer Zeit wollte der Redner Dion Chrysostomos im Peristyl einer von ihm in Prusa (Kleinasien) gestifteten Bibliothek ein Grabmal für seine Frau und seinen Sohn errichten lassen; dies führte zu einem Rechtsstreit, von dem wir durch Plinius den Jüngeren unterrichtet sind.
Die Kaiserliche Bibliothek von Konstantinopel wurde von Kaiser Constantius II. (337–361) mit einem Skriptorium ausgestattet, das die gesamte erreichbare griechische Literatur kopieren sollte, um sie vor dem Untergang zu bewahren. Kaiser Valens veranlasste im Jahr 372 die Beschäftigung von vier griechischen und drei lateinischen Kalligraphen. Man hat vermutet, dass zu dieser Zeit in Konstantinopel die Papyrusrollen auf Pergamentcodices umgeschrieben wurden, wie es für die theologische Bibliothek von Caesarea in Judäa bezeugt ist. Die Bibliothek von Konstantinopel brannte 473 mit einem Bestand von 120.000 Büchern ab.

## Erste christliche Bibliotheken
Wie während des Hellenismus standen in der griechischsprachigen Hälfte des römischen Imperiums viele Bibliotheken nur einer Elite offen und dienten in erster Linie der „internen“ Buchproduktion. Beispiele hierfür sind die von Origenes erwähnte Bibliothek des Didaskaleion oder die von Bischof Alexander 212 n. Chr. gegründete Bibliothek von Jerusalem. Auch die von Cassiodor gegründete Bibliothek von Vivarium weist dieselben Merkmale auf. Die erste christliche Bibliothek Roms ließ Papst Hilarius (461–468) im Lateran erbauen. Da der Liber Pontificalis (eine Sammlung von frühen Papstbiographien) von „zwei Bibliotheken am selben Platz“ spricht, wurde offenbar auch hier die Tradition der griechisch-lateinischen Doppelbibliothek fortgeführt.

## Anlage, Einrichtung und Betrieb
Über die Architektur griechischer Bibliotheken ist wenig bekannt. Allgemein kann davon ausgegangen werden, dass Bibliotheken Bestandteil größerer Gebäudekomplexe waren. In Pergamon ist eine Raumgruppe im Obergeschoss einer Säulenhalle des Athenaheiligtums mit der Bibliothek identifiziert worden. Über die Nutzung der einzelnen Räume besteht keine Einigkeit. Die Identifizierung als Bibliothek ist allerdings grundsätzlich bestritten worden. Im Palast von Ai Khanoum wurden die Buchrollen in einem Magazin am Peristyl gelagert. Auch römische Privatbibliotheken wurden in der Regel in unrepräsentativen, nicht für die Lektüre bestimmten Räumen aufbewahrt. Eine Ausnahme bildet der als Bibliothek gedeutete Raum des Hanghauses VI 17,41 in Pompeji; in dem Zimmer mit repräsentativer Säulenveranda und Fernblick nach Westen befinden sich eine Bücherschranknische sowie als Wandgemälde die gemalten Porträts zweier nicht identifizierter Literaten. Vitruv empfiehlt, die Hausbibliothek so anzulegen, dass sie nach Osten blickt; diese Lage sichere ihr das für die Benutzung günstige Morgenlicht und schütze die Buchrollen vor Schimmel und Bücherwurm.
Erst die öffentlichen Bibliotheken der Kaiserzeit entwickelten charakteristische Bauformen, die allerdings nicht einheitlich waren. Auch weiterhin waren Bibliotheken meist Bestandteil übergeordneter Baukomplexe (Forum, Heiligtum, Thermen). Auf die Celsus-Bibliothek in Ephesus trifft das nicht zu. Es handelt sich um eine freistehende Anlage, die als Denkmal konzipiert wurde. Bibliotheken in der Stadt Rom zeigen oft zwei nebeneinanderliegende Säle, die für griechische bzw. lateinische Literatur bestimmt waren. Der Grundrisstypus ist nicht festgelegt; er kann zum Beispiel die Form einer halbkreisförmigen oder rechteckigen Exedra (eines einseitig breit sich öffnenden Saals) haben. Ein Merkmal, an dem Bibliothekräume erkannt werden, sind reihenweise angeordnete Wandnischen für die Bücherschränke. Typisch ist eine Wandgliederung mit Säulen auf einem Podium. Eine naturmaßstäbliche Modellrekonstruktion der Bibliothek in der Hadriansvilla in Tivoli (nahe Roms) zeigt das Museo della Civiltà Romana in Rom.

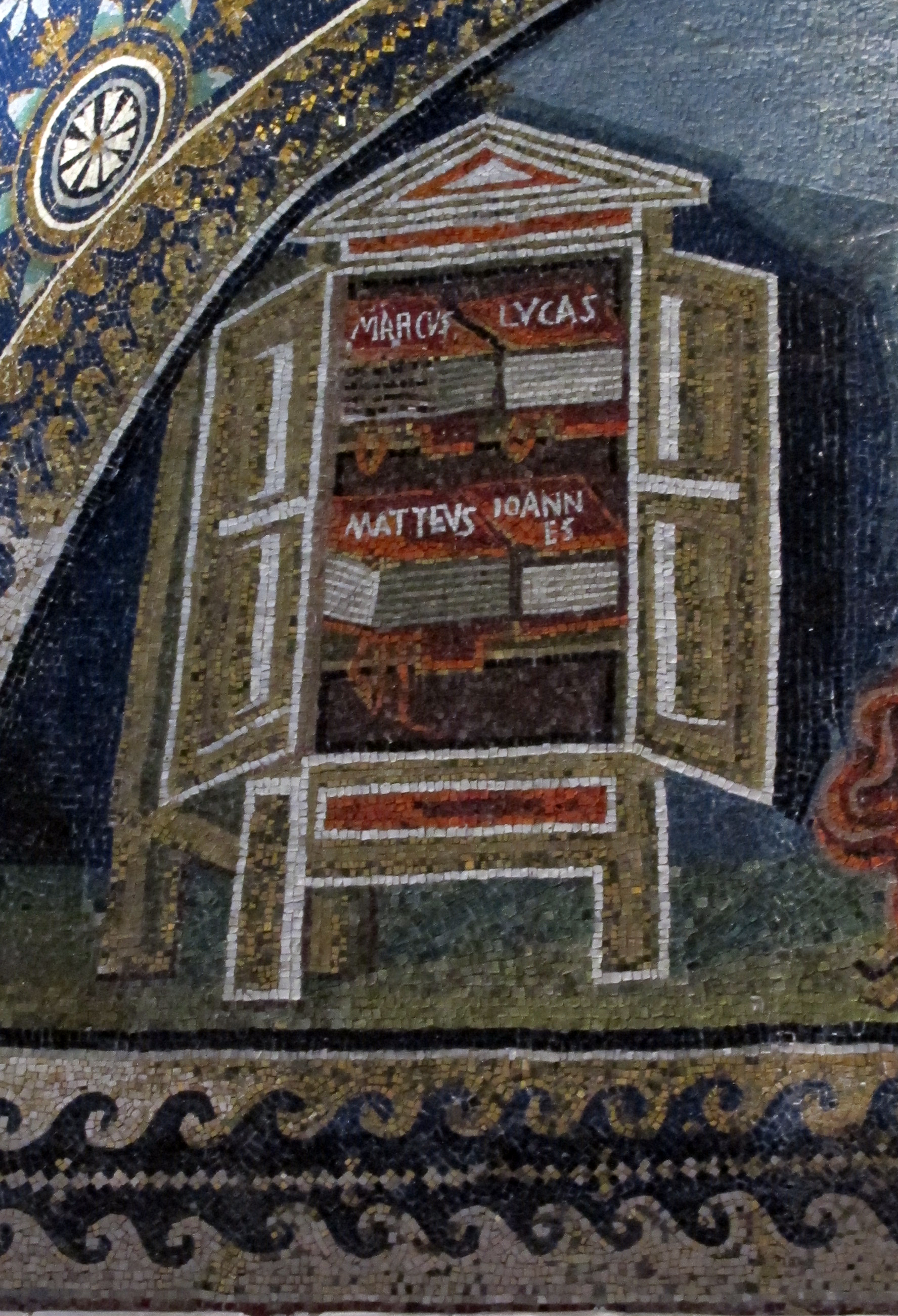
Verschließbarer Bücherschrank; Mosaik im Mausoleum der Galla Placidia

Für die Lagerung einer kleineren Anzahl von Buchrollen genügte eine Kiste bzw. Truhe oder ein eimerartiger Lederbehälter (latein.: capsa). Ein offenes Regal mit Buchrollen ist auf einem kaiserzeitlichen Relief aus Neumagen an der Mosel dargestellt, das heute verschollen ist. Im Mausoleum der Galla Placidia in Ravenna zeigt ein spätantikes Mosaik einen verschließbaren Schrank mit Kodizes der vier Evangelien. Es darf vermutet werden, dass es in den öffentlichen Bibliotheken der römischen Kaiserzeit aufwendige Bücherschränke gegeben hat. Die Bücherschränke der Bibliothek von Pergamon hat man rekonstruiert und nachgeschreinert; ob die antike Form getroffen ist, bleibt unsicher.
Die Bibliotheksbestände müssen durch Kataloge erschlossen worden sein. Außer den Pinakes des Kallimachos für Alexandria gab es solche im späten 3. oder frühen 4. Jahrhundert n. Chr. in der theologischen Bibliothek von Caesarea. Bücherverzeichnisse (indices), die nach Literaturgattungen gegliedert waren, gab es auch in größeren römischen Privatbibliotheken. Über eventuelle Signatursysteme ist nichts bekannt. In der Bibliotheca Ulpia in Rom waren offensichtlich die Bücherschränke nummeriert; der anonyme Autor der Historia Augusta (einer teils sehr unzuverlässigen Kaisergeschichte) fand dort die von ihm gesuchten Quellenschriften angeblich im Bücherschrank Nr. 6. Verschiedentlich werden Etiketten erwähnt, die an den Buchrollen befestigt waren (griech.: sillyboi); ob sie Signaturen trugen oder nur Angaben zu Autor und Werk, ist nicht bekannt.
In Athen hat sich das Fragment einer inschriftlichen Benutzungsordnung der Pantainos-Bibliothek erhalten. Daraus geht hervor, dass die Bibliothek während der ersten sechs Stunden des Tages geöffnet war. Das Personal wurde unter Eid verpflichtet, kein Buch auszuleihen. Auch die öffentlichen Bibliotheken Roms scheinen Präsenzbibliotheken gewesen zu sein. Ausgehändigt wurden die Bücher dem Benutzer durch angestellte Bibliothekssklaven. Wegen der Zweisprachigkeit der römischen Buchkultur wurden auch Bibliothekssklaven benötigt, die Griechisch konnten: eine Grabinschrift nennt ausdrücklich den Obersklaven der griechischen Abteilung einer Thermenbibliothek. Über den Verdienst von Bibliothekspersonal ist wenig bekannt. Hyginus, ein Freigelassener des Kaisers Augustus, blieb als Leiter der palatinischen Bibliothek unterstützungsbedürftig und starb in Armut. Später gab es hochdotierte kaiserliche Beamte, die im Rang eines Procurators über mehrere Bibliotheken Roms die Oberaufsicht führten. Überliefert sind ein Procurator „der Bibliotheken aller Kaiser von Tiberius bis Claudius“ und ein Prokurator der beiden Bibliotheken des Trajansforums.